# Liste de fromages belges
Les fromages belges à croûte molle sont nombreux, la Belgique a une tradition fromagère importante.
La Wallonie a conservé des productions fromagères aux pratiques traditionnelles. Les moines contribuèrent largement à la spécificité fromagère belge, dont ils furent, comme pour la bière belge, des artisans renommés. 

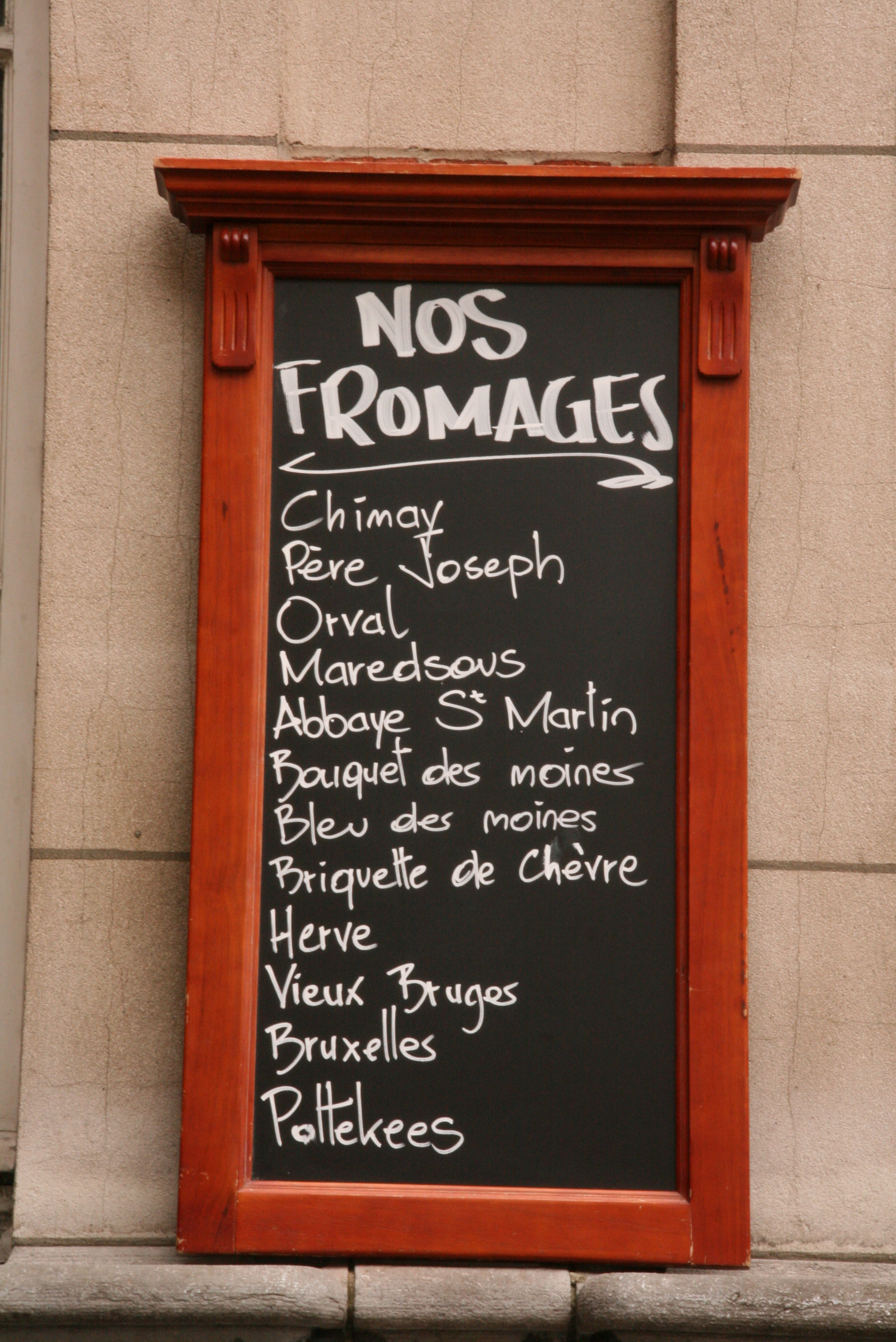
Exemple de fromages belges que propose un restaurant.

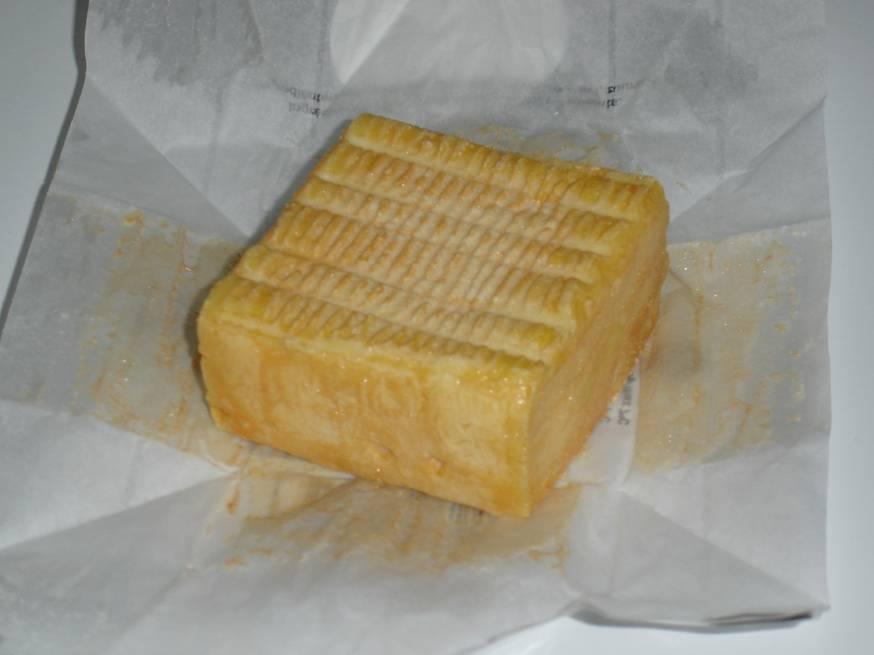
Fromage de Herve.

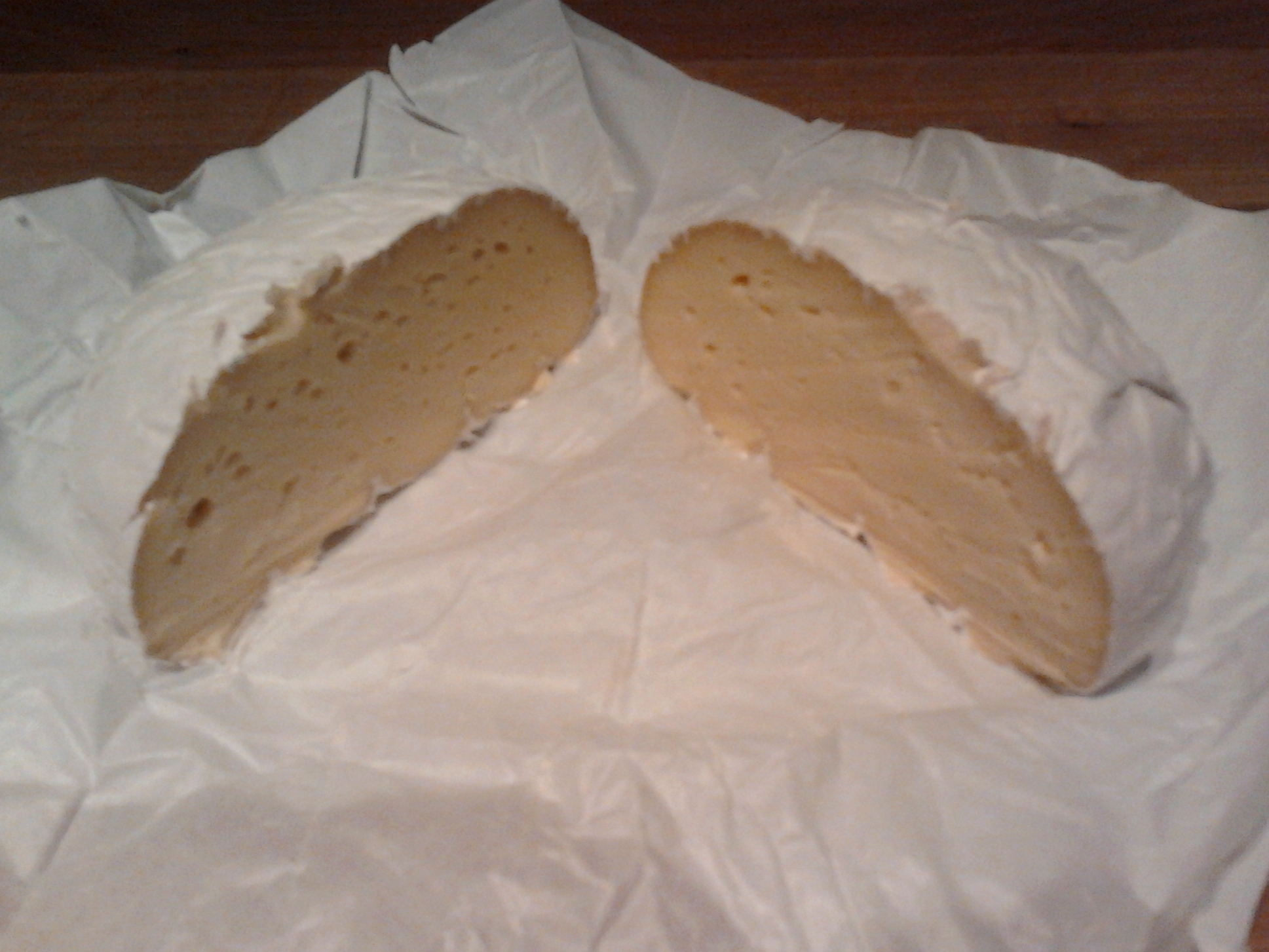
Damse Mokke.

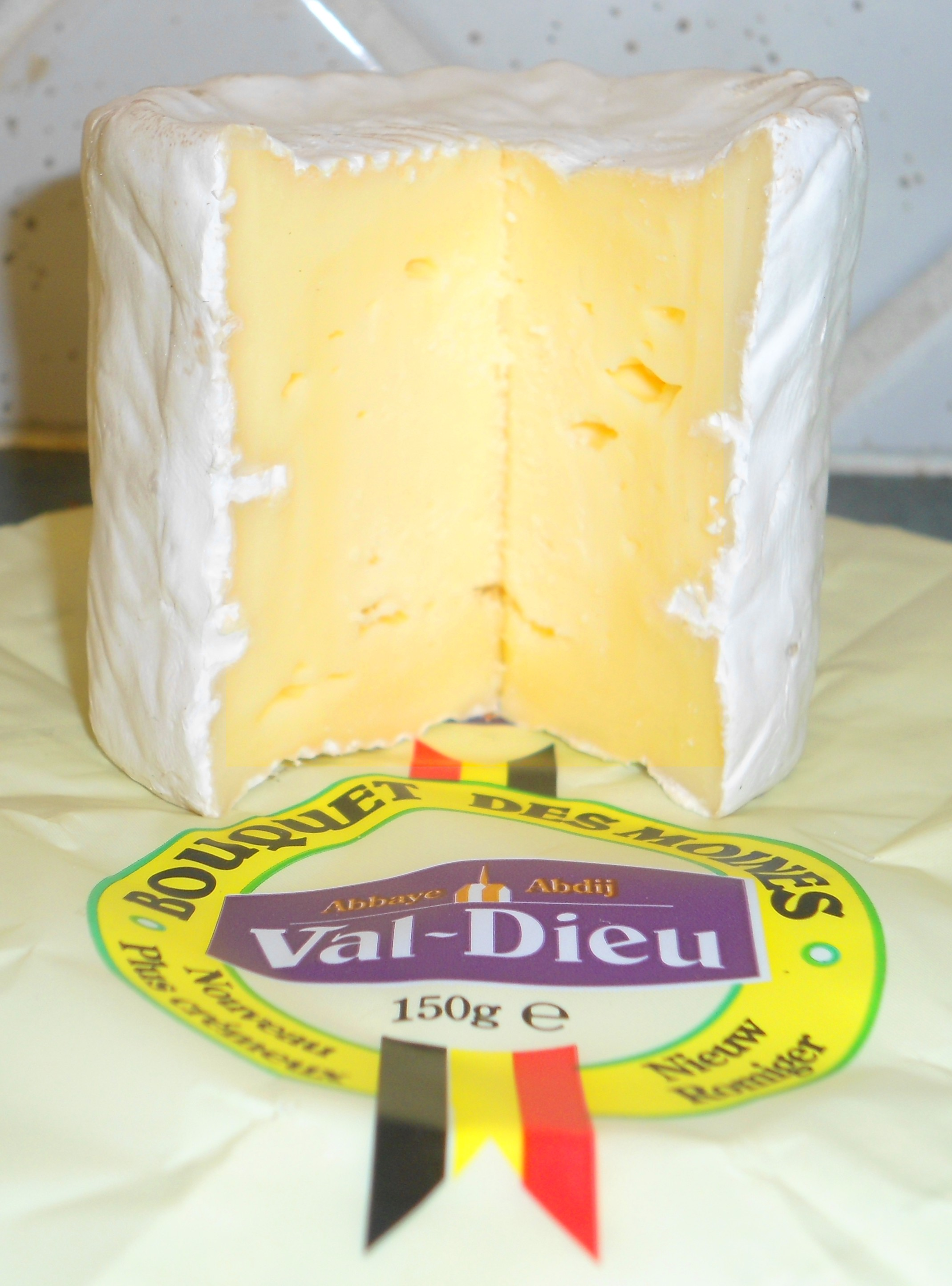
Bouquet des Moines.

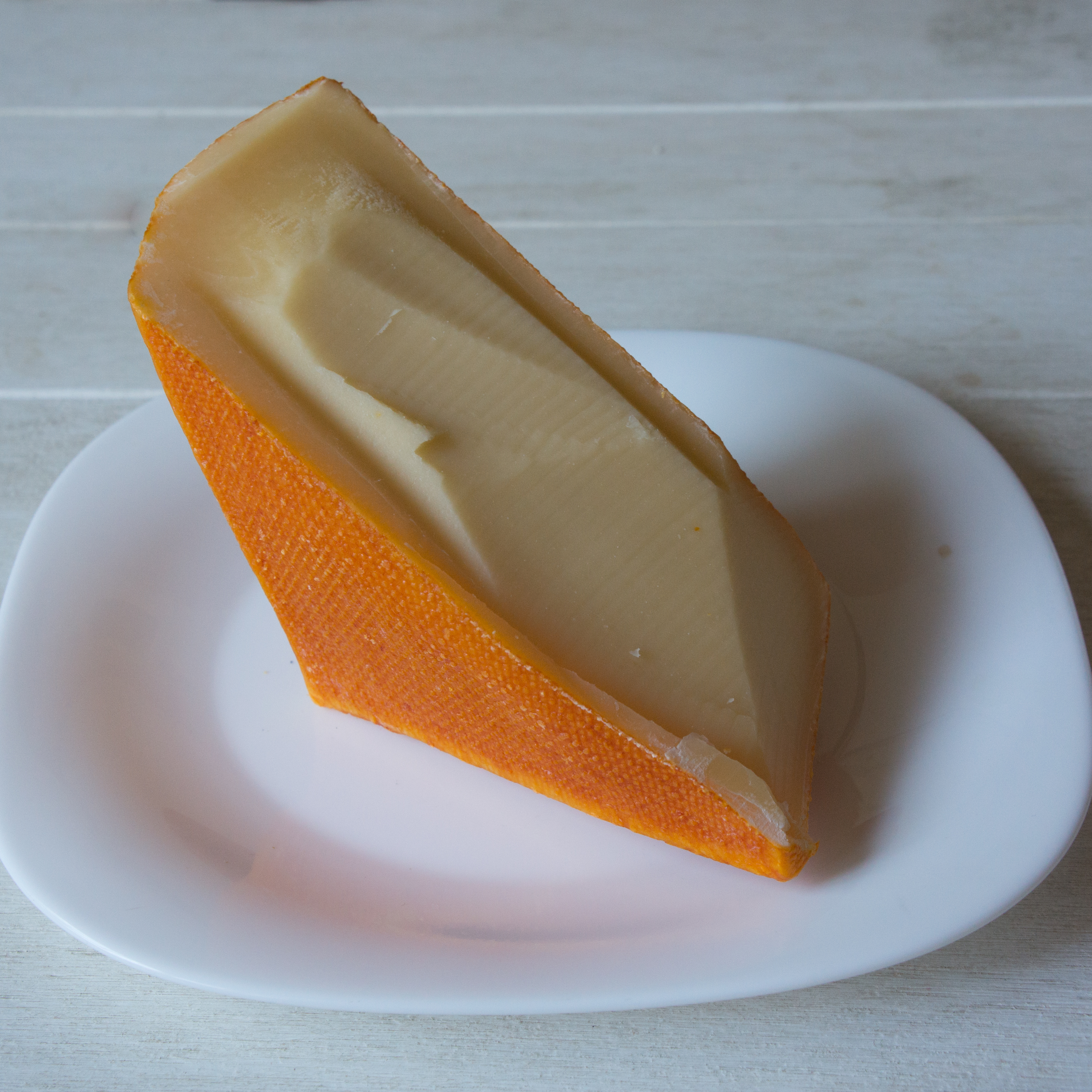
Abbaye d'Orval.

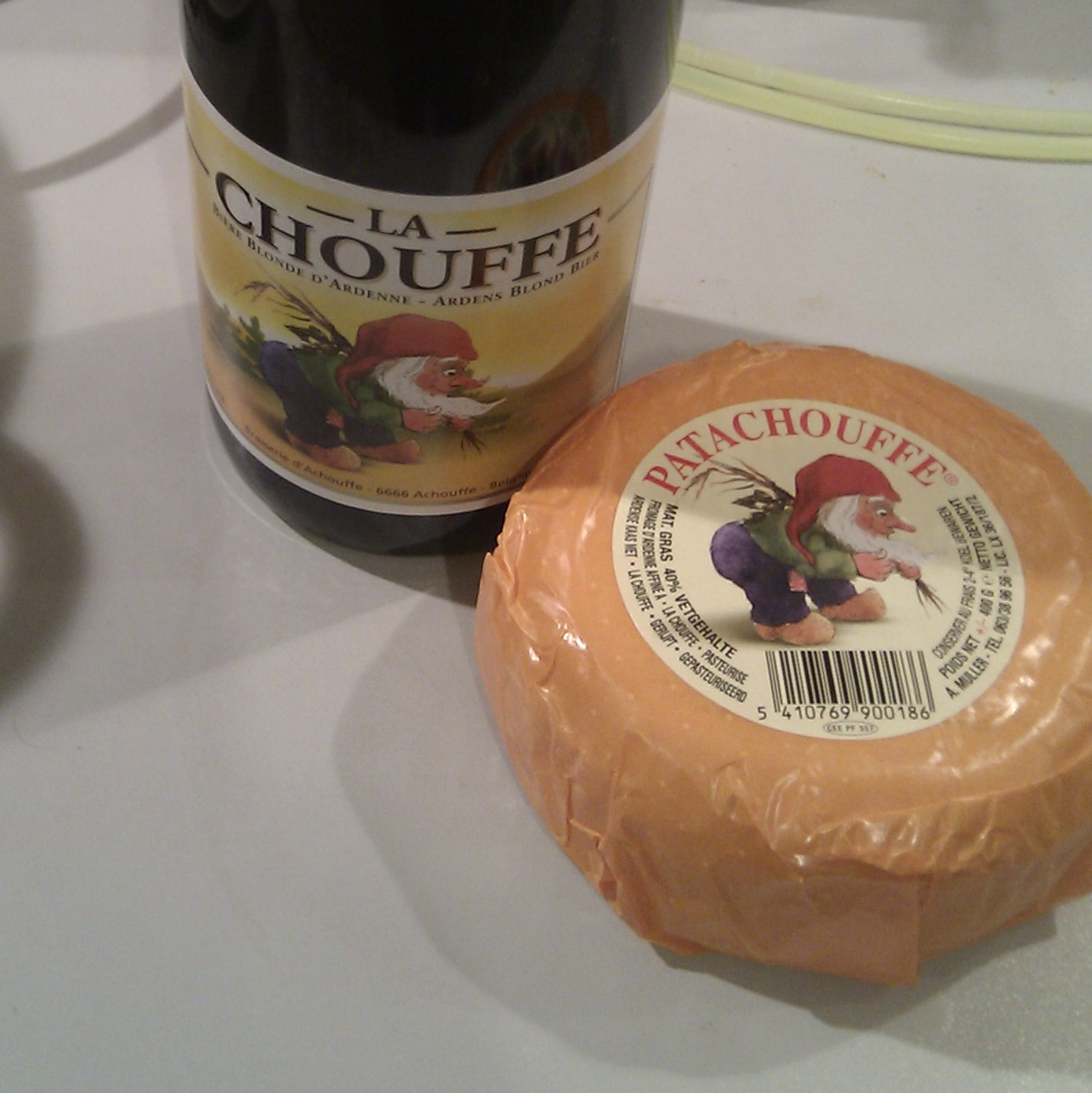
Patachouffe.

Les Flamands ont tardivement développé leur production et la diversité de leur offre[réf. nécessaire], à partir de la Seconde Guerre mondiale. 
Ils sont aujourd'hui un des piliers de l'agriculture belge. 

## Liste de fromages belges
- Abbaye d'Affligem, Flandre
- Abbaye d'Aulne, Wallonie
- Abbaye de Chimay, Wallonie
- Abbaye de Corsendonck, Flandre
- Abbaye de Floreffe, Wallonie
- Abbaye de Maredsous, Wallonie
- Abbaye d'Orval, Wallonie
- Abbaye de Postel, Flandre
- Abbaye de Rochefort, Wallonie
- Abbaye du Val Dieu, Wallonie
- Abbaye de Westmalle, Flandre
- Agnelet, Wallonie
- Alliette, Wallonie
- Ambiorix, Wallonie
- Arichou, Wallonie
- Aulne, Wallonie
- Avesnois à la Trappiste, Wallonie
- Bailli, Wallonie
- Barista, Wallonie
- Barlette, Wallonie
- Barnichèvre, Wallonie
- Bavikhove, Flandre
- Beauvoorde, Flandre
- Berbizan, Wallonie
- Berbizou, Wallonie
- Bècherin, Wallonie
- Bergerin, Wallonie
- Bernister fleuri, Wallonie
- Bévaché, Wallonie
- Bidelot, Wallonie
- Bijou, Wallonie
- Bioferme, Wallonie
- Biquedon, Wallonie
- Blanc du Vivier, Wallonie
- Bleu d'Ath, Wallonie
- Bleu de brebis, Wallonie
- Bleu de Franchimont, Wallonie
- Bleu de Gand, Flandre
- Bleu de Lignette, Wallonie
- Bleu Gourmet, Wallonie
- Bleu des Moines, Wallonie
- Li Blanc Coucou des prés, Wallonie
- Boû d'Fagne, Wallonie
- Boulette de Huy, Wallonie
- Bouquet des Moines, Wallonie
- Bourré, Wallonie
- Bouton de culotte, Wallonie
- Bleu d'Adèle, Wallonie
- Bleu d'Ath, Wallonie
- Bleu de Scailton, Wallonie
- Bleu des Grottes Brebis, Wallonie
- Boule de Blanche Pierre, Wallonie
- Boulette de Gerny, Wallonie
- Boulette de Houmont, Wallonie
- Boulette de Romedenne, Wallonie
- Brebino, Wallonie
- Brebis fleuri, Wallonie
- Breuvanois carré, Wallonie
- Brie belge, Wallonie
- Brie Caillaux, Wallonie
- Brie Dôrloû, Wallonie
- Brie tapenade, Wallonie
- Brin de folie, Wallonie
- Broodkaas, Flandre
- Bruzy, Wallonie
- Bluesette, Wallonie
- Caïolar, Wallonie
- Cabricharme, Wallonie
- Calendroz, Wallonie
- Campagnard, Wallonie
- Cantraine, Wallonie
- Caprice de Blanche, Wallonie
- Caprice de Gerny, Wallonie
- Caprice du Chevron, Wallonie
- Le caprin, Wallonie
- Carré de Liège, Wallonie
- Carré de Tourpes, Wallonie
- Carré du Bailli, Wallonie
- Carré fleuri, Wallonie
- Carré-ment chèvre, Wallonie
- Casse-Croûte, Wallonie
- Cendré de Scourmont, Wallonie
- Le Cerfontaine, Wallonie
- Chabin, Wallonie
- Chabotin, Wallonie
- Charmois, Wallonie
- Chimay, Wallonie
- Chimay à la bière, Wallonie
- Château d'Arville, Flandre
- Chertin, Wallonie
- Cheveu d'Ange, Wallonie
- Chèvre de Lienne, Wallonie
- Chèvre d'Ozo, Wallonie
- Chevrin, Wallonie
- Clairieux, Wallonie
- Cochon 'nez, Wallonie
- Cœur d'Ardenne, Wallonie
- Cœur de Bellevaux, Wallonie
- Cœur de Dôrloû, Wallonie
- Cœur de duc, Wallonie
- Cœur épicé de l'Enclus, Wallonie
- Collégial de Ciney, Wallonie
- Comte d'Acremont, Wallonie
- Crameû, Wallonie
- Crau stofé, Wallonie
- Crémeux de Cantraine, Wallonie
- Crottin de Bomal, Wallonie
- Cru des Fagnes, Wallonie
- Damier, Wallonie
- Damme, Flandre
- Damse Mokke, Flandre
- Diable de Mouligneau, Wallonie
- Divine Valentine, Wallonie
- Dixmuda, Flandre
- Délice de berger, Wallonie
- Délice de Goyet, Wallonie
- Délice des Moines, Wallonie
- Délice des Quatre vents, Wallonie
- Dom Tobias, Wallonie
- Doré de Lathuy, Wallonie
- Dôrloû, Wallonie
- Douceur turquoise, Wallonie
- Exquis, Wallonie
- Fagnar, Wallonie
- Fais ta vache, Wallonie
- Falaën, Wallonie
- Fenouil des Hautes Fagnes, Wallonie
- Fetarella, Wallonie
- Fenouil des hautes fagnes, Wallonie
- Ferme d'Argenteau, Wallonie
- Fetadou, Wallonie
- Feuille de Lucky, Wallonie
- Le Filou, Wallonie
- Fleur de chèvre, Wallonie
- Fleur de Fagnes, Wallonie
- Fleuri, Wallonie
- Flocon de Brebis, Wallonie
- Flocon, Wallonie
- Flocon des Fagnes, Wallonie
- Folie bergère, Wallonie
- Folie légère, Wallonie
- Foucade, Wallonie
- Fromage de Bruxelles, Bruxelles
- Fromage de Dé, Wallonie
- Fromage de Herve AOP, Wallonie
- Garonny, Wallonie
- La Gatte d'or, Wallonie
- Gesvois, Wallonie
- Le Goliath, Wallonie
- Goli d'Ath, Wallonie
- Gouda, Pays-Bas, Belgique, Québec
- Goud'Ath, Wallonie
- Gourmand, Wallonie
- Gouyasse, Wallonie
- Gralou, Wallonie
- Grillou, Wallonie
- Gueule noire, Wallonie
- Le Hanotiaux de Bruxelles, Bruxelles
- Le 1876, Walonnie
- Hercule, Wallonie
- Herve Real, Wallonie
- Kazemat, Flandre
- Laumirac, Wallonie
- Lingot, Wallonie
- Loo, Flandre
- Magerotî, Wallonie
- Mamé Vî Bleu, Wallonie
- Maredret, Wallonie
- Maredsous, Wallonie
- Malmedy, Wallonie
- Maquée (fromage blanc), Wallonie
- Molignard, Wallonie
- Mébiss, Wallonie
- Menhir d'Haillot, Wallonie
- Mistigote, Wallonie
- Moëlleux de Morville, Wallonie
- Moëllon, Wallonie
- Moinette, Wallonie
- Mon cœur, Wallonie
- Mont du Secours, Wallonie
- Moranfayt, Wallonie
- Muscadin, Wallonie
- Nazareth, Flandre
- Nid d'hirondelle, Wallonie
- Nosterdam, Wallonie
- Œillet du château, Wallonie
- Oranger de Lumsonry, Wallonie
- Oscar du Mouligneau, Wallonie
- Oude Postel, Flandre
- Oud Brugge, Flandre
- Ovifat, Wallonie
- Paillardin, Wallonie
- Pas de Bleu, Flandre
- Passendale, Flandre
- Patachouffe, Wallonie
- Patachon, Wallonie
- Patou, Wallonie
- Pavé de Herve, Wallonie
- Pavé crème, Wallonie
- Pavé d'Aulne, Wallonie
- Pavé d'Ath, Wallonie
- Pavé de Leffe, Wallonie
- Pavé de Maffe, Wallonie
- Pavé fagnard, Wallonie
- Pavé montagnard, Wallonie
- Pavé de Tavys, Wallonie
- Pavé de Soignies, Wallonie
- Pavé des Collines, Wallonie
- Pavé des Rêves, Wallonie
- Pavé du Berger, Wallonie
- Pavé du Vanériau, Wallonie
- Pelemont, Wallonie
- Perrail, Wallonie
- Plaisir du berger, Wallonie
- Père Joseph, Flandre
- Petit Biquet, Wallonie
- Petit Bonsecours, Wallonie
- Petit crémeux, Wallonie
- Petit Crèvecœur, Wallonie
- Petit David, Wallonie
- Petit Dôrloû, Wallonie
- Petit Fagnard, Wallonie
- Petit Fouleng, Wallonie
- Petit Gabriel, Wallonie
- Petit Galopin, Wallonie
- Petit Lait, Wallonie
- Petit Lathuy, Wallonie
- Petit Ludo, Wallonie
- Petit Mâle Plume, Wallonie
- Petit Margot fleuri, Wallonie
- Petit Mesvinois, Wallonie
- Petit Mouligneau, Wallonie
- Petit Paradis, Wallonie
- Petit Planois, Wallonie
- Petit Rochehaut, Wallonie
- Petit Roussel, Wallonie
- Petit Vivier, Wallonie
- P'tit Aïeul, Wallonie
- P'tit Belge, Wallonie
- P'tit boninnois, Wallonie
- P'tit David, Wallonie
- P'tit fagnou (lu), Wallonie
- P'tit fagot, Wallonie
- P'tit frais d'Ozo, Wallonie
- P'tit Frobel, Wallonie
- P'tite Gaille, Wallonie
- P'tit Gatli, Wallonie
- P'tit Mertzertois, Wallonie
- P'tit moëlleux, Wallonie
- P'tit Rossê, Wallonie
- Picoleur, Wallonie
- Pierre d'Avoine, Wallonie
- Pierre & Pôtre, Wallonie
- Plateau des fagnes, Wallonie
- Poperingse Hommelkaas, Flandre
- Postel, Flandre
- Poteaupré, Wallonie
- Pré aux loups, Wallonie
- Price de Blanche, Wallonie
- Pti Clarin, Wallonie
- Pti Fagnou, Wallonie
- Puit d'Amour, Wallonie
- Quintine, Wallonie
- Racleux, Wallonie
- R'affiné Bique blanche, Wallonie
- R'affiné Bique noire, Wallonie
- Randonneur, Wallonie
- Ravachon, Wallonie
- Régalou, Wallonie
- Remoudou, Wallonie
- Rochefort, Wallonie
- Rochehaut, Wallonie
- Rodoric, Wallonie
- Rompi, Wallonie
- Rond d'Haillot, Wallonie
- Rosière, Wallonie
- Roûve, Wallonie
- Roux des Carmes, Wallonie
- Rubens, Wallonie
- Sacré Jonas, Wallonie
- Saint-André, Wallonie
- Saint-Emy, Wallonie
- Saint-Bernard, Wallonie
- Saint-Feuillien, Wallonie
- Saint-Fiacre, Wallonie
- Saint-Lambert, Wallonie
- Le Sainte-Maure, Wallonie
- Saint-Mengold, Wallonie
- Saint-Monon, Wallonie
- Saint-Servais, Wallonie
- Saint-Uguzon, Wallonie
- Saison Dupont, Wallonie
- Salloy, Wallonie
- Samson, Wallonie
- Samson aux fleurs, Wallonie
- Sarté, Wallonie
- Saurtilège, Wallonie
- Saveur des Godis, Wallonie
- Scoumont, Wallonie
- Seneffois, Wallonie
- Sezoen, Flandre
- Sint-Maarten, Flandre
- Sommiere, Wallonie
- Soudromont, Wallonie
- Source de l'Oise, Wallonie
- Spodio, Wallonie
- Swalm, Flandre
- Tendre Violette, Wallonie
- Tomme de l'Eau d'Heure, Wallonie
- Tomme de Raz Buzée, Wallonie
- Tomme des Botteresses, Wallonie
- Tomme d'Isbelle, Wallonie
- Tomme du Doyard, Wallonie
- Tomme de Gattli, Wallonie
- Tomme de Houmont, Wallonie
- Tomme de la Sarthe, Wallonie
- Tomme de Moiny, Wallonie
- Tomme de Moville, Wallonie
- Tomme de Tavys, Wallonie
- Touillette, Wallonie
- Tour fleurie, Wallonie
- Tourpier de la Cense Caillaux, Wallonie
- Trou perdu, Wallonie
- Trappiste d'Orval, Wallonie
- Trèfle du Hameau, Wallonie
- Trésor du Mouligneau, Wallonie
- Trompe l'oeil, Wallonie
- Trou d'Sottai, Wallonie
- Trou perdu, Wallonie
- Troufleur, Wallonie
- Vachau, Wallonie
- Vachémé, Wallonie
- Vacheron, Wallonie
- Val de Salm, Wallonie
- Valèt, Wallonie
- Le Val-Dieu, Wallonie
- Val-Dieu Bleu des moines, Wallonie
- Val-Dieu Désir des moines, Wallonie
- Val Mehaigne, Wallonie
- Vanériau, Wallonie
- Vî Cinsy, Wallonie
- Vicomte, Wallonie
- Vidiale, Wallonie
- Vieil Aubel, Wallonie
- Vieux Bruges, Flandre
- Vieux Caillaux, Wallonie
- Vieux Chimay, Wallonie
- Vieux chêne, Wallonie
- Vieux Herdier, Wallonie
- Vieux Liège, Wallonie
- Vieux Patou, Wallonie
- Vieux Système, Wallonie
- Waterloo 1815, Wallonie
- Watou, Flandre
- Wavreumont, Wallonie